# Жоакім (фільм)
«Жоакім» (порт. Joaquim) — бразильсько-португальський біографічний фільм 2017 року, поставлений режисером Марселом Гомесом. Світова прем'єра стрічки відбулася 16 лютого 2017 року на 67-му Берлінському міжнародному кінофестивалі, де вона брала участь в основний конкурсній програмі, змагаючись за головний приз фестивалю — Золотий ведмідь.

## Сюжет
В основі сюжет фільму, дія якого відбувається у Бразилії XVIII століття, факти з життя Жоакіма Жозе да Сілви Шав'єра, що став національним героєм, відомим як Тирадентіс, — ключової особи змови інконфідентів, спрямованої проти колоніального панування Португалії, що започаткувала боротьбу за незалежність Бразилії.

## У ролях
| Жуліу Мачаду    | … | Жоакім Жозе да Сілва Шав'єр |
| Ізабель Зуа     | … | Прета                       |
| Ромуло Брега    | … | Жануаріо                    |
| Велкет Бунґе    | … | Жоао                        |
| Нуну Лопіш      | … | Матіас                      |
| Діогу Доріа     | … | Вервалтер                   |
| Едуардо Морейра | … | поет                        |

## Знімальна група
- Автор сценарію — Марсело Гомес
- Режисер-постановник — Марсело Гомес
- Продюсер — Жоао Вієйра мол.
- Співпродюсери — Пандора да Кунья Теліш, Паблу Іраола
- Виконавчі продюсери — Нара Арагон, Ернесто Сото
- Композитор — О Ґріво
- Оператор — П'єр де Керчов
- Монтаж — Едуардо Шатаньє
- Підбір акторів — Марія Клара Ескобар
- Художник-постановник — Маркус Педросу
- Художник по костюмах — Ро Насіменту

## Нагороди та номінації
| Список нагород та номінацій           | Список нагород та номінацій | Список нагород та номінацій | Список нагород та номінацій | Список нагород та номінацій | Список нагород та номінацій |
| Кінопремія                            | Дата церемонії              | Категорія                   | Номінант(и)                 | Результат                   | Дж                          |
| ------------------------------------- | --------------------------- | --------------------------- | --------------------------- | --------------------------- | --------------------------- |
| Берлінський міжнародний кінофестиваль | 18 лютого 2017              | Золотий ведмідь             | Жоакім                      | Номінація                   | [ 1 ]                       |